# Cantón de Montchanin
El cantón de Montchanin era una división administrativa francesa, que estaba situada en el departamento de Saona y Loira y la región de Borgoña.

## Composición
El cantón estaba formado por cinco comunas:
- Écuisses
- Montchanin
- Saint-Eusèbe
- Saint-Julien-sur-Dheune
- Saint-Laurent-d'Andenay

## Supresión del cantón de Montchanin
En aplicación del Decreto n.º 2014-182 de 18 de febrero de 2014, el cantón de Montchanin fue suprimido el 22 de marzo de 2015 y sus 5 comunas pasaron a formar parte del nuevo cantón de Blanzy.